# Ляшевський Владислав Миколайович
Владислав Миколайович Ляшевський (нар. 31 серпня 1999) — український футболіст, захисник клубу МФК «Миколаїв».

## Життєпис
Владислав Ляшевський народився 31 серпня 1999 року. У ДЮФЛУ виступав з 2014 по 2016 рік у складі «Миколаєва», зіграв 36 матчів.
У 2016 році підписав свій перший професіональний контракт, з миколаївським «Суднобудівником», який у сезоні 2016/17 років дебютував у Другій лізі чемпіонату України. Дебютував за «суднобудівників» 20 серпня 2016 року в програному (1:4) виїзному поєдинку 5-го туру Другої ліги чемпіонату України проти білоцерківського «Арсеналу-Київщини». Владислав вийшов на поле на 63-ій хвилині, замінивши Олександра Горінова. У першій частині сезону зіграв 9 матчів у футболці «Суднобудівника».
Наприкінці березня 2017 року перейшов до складу головної футбольної команди міста, МФК «Миколаїв».